# Districte d'Imphal
El districte d'Imphal fou una divisió administrativa original de l'estat de Manipur (Índia) amb una superfície de 1.228 km², situat a la part central de l'estat, rodejat al nord, est i oest pel districte de Senapati i al sud en una petita porció pel districte d'Ukhrul, una part pel districte de Bishnupur i una altra petita part pel districte de Thoubal. La capital era Imphal que també ho era de l'estat. La població era el 1991 de 711.261 habitants, dels que el 3,20% eren castes tribals i 4,77% tribus. La llengua principal era el manipurí seguida del kabui.
Administrativament el formaven 5 subdivisions:
- Imphal East-I

- Imphal East-II

- Imphal West-I

- Imphal West-II

- Jiribam

I cinc blocs de desenvolupament tribal (Blocks) un en cada subdivisió i amb el mateix nom: Imphal East-I, Imphal East-II, Imphal West-I, Imphal West-II i Jiribam.
Les ciutats en total eren tretze i els pobles 323 (més 10 de deshabitats).
El districte va desaparèixer per partició el 18 de juny 1997 i va quedar dividit en dos districtes:
- Districte d'Imphal East
- Districte d'Imphal West